# Öljétek meg Tévémacit!
Az Öljétek meg Tévémacit! Obersovszky Péter újságíró, az MTV és TV2, később az Echo TV, valamint kereskedelmi rádiók munkatársának 2005 januárjában megjelent, botrányokat kavart könyve, mely a rendszerváltás után létrejött kereskedelmi tévécsatornák – az író szerint hazug és primitív – világáról szól. A könyv – kritikusai szerint – néhol maga is megüti az általa bírált színvonalat (különösen a trágár nyelvezet, illetve a komolyabb források, dokumentumok nélküli anekdotázás kifogásolható, utóbbi legalábbis akkor, ha valamennyire forrásértékűnek és nem összefüggő, gondosan felépített esszégyűjteménynek kívánjuk tekinteni); de az író szerint őszinte és képmutatástól mentes.
A könyv tanulságai a következőképp foglalhatóak össze:
" Nem szeretem a képmutatást, úgyhogy jobb felvállalni a valóságot. Könyvemet igenis a harag diktálta. […] Bukott dívák, hazudozók és píárpolitikusok özönlötték el a közéletet. Kik ők, miért tesznek úgy, ahogy tesznek, mi tette ilyenné őket – erről írtam. […] Kurvát csinálunk a lányodból, seggnyalót a fiadból, és ha nem tetszik, belőled munkanélkülit. Bent voltam. Én nem tudtam becsülni a frigid törtetőket és görényeket. Meg is vetnek érte. A hazugság szentjei és angyalai nem szeretik a kukacoskodó pofavágókat, akikről lehet tudni, hogy megvan a véleményük az egészről. Flangálnak ártatlan pofával, és a hónuk alatt hordják a tévémacit. »Az a kurva kis maci! Ahogy mindig a gyermeki tisztaságra emlékeztet! A francba az ilyenekkel meg a hülye macikkal. Tévémacinak igenis meg kell halnia!«."
(részletek a fülszövegekből).
Még rövidebben úgy summázható a szerző véleménye, hogy (elsősorban a TV2 műsorvezetőiről, vezetőiről szólva) a „kertévék”vezetői alulról és felülről is korruptak, maguknak a politikusoknak egyszerre nemtelen kiszolgálói és zsarnokai – ahogy épp érdekük kívánja és hatalmuk lehetővé teszi –, továbbá gátlástalan, törtető, dilettáns vagy hazug munkatársakkal, beosztottakkal vetetik körül magukat, akik megölik a szakma jó hírét.
A mű folytatása 2008-ban jelent meg Csukjátok le Tévémacit! címmel.

## Az író és a könyv történetéről
A könyv önéletrajzi elemeket is tartalmaz. Szerzője médiaszemélyiség, aki az MTV (1990-96, 2000-2001), a TV2 (1997-2000), a Klubrádió (2002-2004) és a Köztársaság és a Kis Újság című folyóiratok munkatársa is volt. Az író – saját bevallása szerint – egykor SZDSZ-közeli újságíró volt, aki kezdetben elsősorban az ún. „demokratikus ellenzékkel” rokonszenvezett: „ugyanazokra a bulizóhelyekre jártunk. Fél szavakból is értettük egymást. A Demszky-nyomdából haverok útján kaptam a szamizdatokat. Konrád György titkos felolvasóestéire és az Óraköz utcai titkos ellenzéki történelemórákra jártunk okoskodni. Úgy éreztük, mi vagyunk a »janik«.” Azonban a rendszerváltástól eltelt mintegy tizenöt év alatt kiábrándult a politikából és a közéletből, a pártokban (kivétel nélkül), szervezetekben és a médiában való csalódottságát hirdette. Ez a csalódás egyáltalán nem volt független a kereskedelmi televízióknak és a magyar közéletnek a könyvben foglalt ábrázolásától, hiszen a könyvnek csak egyik rétege a média belső világának kíméletlen ábrázolása, emellett azt is bemutatja, hogyan befolyásolja a politika és közélet világa kölcsönösen a média világát, hogyan fonódik össze a kettő.
A könyv utóéletét elsősorban botránykrónikaként jellemezhetjük. A könyvben közölt állítások miatt két újságíró személyiségi jogi pert indított a szerző ellen, aki válaszul 2005. június elején levelet intézett Mádl Ferenc köztársasági elnökhöz, amelyben az „egyre veszélyesebb, a demokratikus nyilvánosságot súlyosan veszélyeztető tendenciákra” hívta fel a figyelmét. Közülük Csisztu Zsuzsa a Legfelsőbb Bíróságig is elment, amely kimondta, hogy Obersovszky könyvében személyéről tett tényállítások a legteljesebb mértékben megalapozatlanok és valótlanok, valamint súlyosan jogsértőek, bántóak és sértik a felperes, vagyis Csisztu Zsuzsa emberi méltóságát. Obersovszky a jogosan megítélt kártérítést sem volt hajlandó kifizetni, bár a Legfelsőbb Bíróság 2. Pf. 21.237/2007/5. és Pfv. IV. 20.939/2008/5. számú ítélete alapján a végrehajtó által indított eljárásban köteles lett volna az általa okozott kárt a sértettnek megfizetni.
„Tizenhét évi politikai újságírói munka után tavaly úgy döntöttem, elhagyom a pályát, mert egyre nyilvánvalóbbá vált, hogy a szellemi polgárháborús környezetben nem lehet érvényes újságírói munkát végezni” – írta. A szerző sajtótájékoztatóján közölte a Magyar Újságírók Országos Szövetségéből való kilépését is azzal az indokkal, hogy „az érdekvédő szervezet elnézte, hogy bemocskolnak egy újságírót, aki igazat ír. […] Fáj, hogy ti egyedül hagytatok.” A szerző szerint épp ennek a szervezetnek kellett volna tennie valamit a könyvben ecsetelt jelenségek ellen is, ellenkező esetben súlytalan szervezet, és meg kell szűnnie.
Voltak azonban olyanok is, akik a könyvben említett vádak közül néhányat elismertek. Erdélyi Mónika műsorvezető egy nyilatkozata szerint például „tényleg nem az én asztalom a hírszerkesztés. A TV2-nél töltött kevés idő arra pontosan elég volt, hogy megtudjam, melyik az a televíziós műfaj, amelyhez nem értek, és melyik áll igazán közel hozzám”.

## Tartalomjegyzék
1. Egy tévéműsor halálára
2. Elsötétítés
3. A bradák, bizony, figyelnek!
4. Sztárkeringő
5. Bulvárhiány
6. Kertévé születik
7. Irány a szemétdomb!
8. A jenki
9. Kis magyar dívatörténet
10. A tornászlány esete az egy számmal nagyobb lóval
11. A dominashow – Máté Kriszta
12. Stahl Judit
13. Dorka, a TV2 torka
14. Az Angol beteg egyenes ági leszármazottja
15. Trutyi
16. Bagdadi emberünk
17. Történeti utazás – vissza az időben, avagy médiatörvény születik
18. Bono és a hét vezér
19. Dogmatan
20. A két asztal meséje
21. A lübecki polgár esete a kavicsbányával
22. Miért nem lepleztünk le soha semmit?
23. A nagy átverés
24. A pápai fiúk
25. Ami a mondatok mögött van
26. Kormányzó jön itt fehér lovon – avagy miért nem kaptam autókiutalást a Fidesztől (sem)?
27. Széchenyi rakpart – Hollywood
28. Tévémaci halott

## Lásd még
- Ha én ezt a klubról egyszer elmesélem és Valótlan Világtalan / Halál egyenes adásban – Árpa Attila hasonló könyvei az RTL Klubról

## Külső hivatkozások
- A MÚOSZ összefoglalója a könyv kapcsán keletkezett vitáról
- Az mtv.hu a könyvről
- Ma.hu. a Csisztu Zsuzsáról szóló fejezetről
- Idézetek a könyvből
- Interjú a szerzővel[halott link] a Csukjátok le Tévémacit! c. folytatásról